# Aston Martin Mark II
La Mark II è un'autovettura prodotta dalla Aston Martin dal 1934 al 1936 in 148 esemplari.

## Il contesto
È stata presentata al salone dell'automobile di Londra nel 1934. Rispetto ai modelli precedenti, la Mark II presentava un motore, un telaio ed un corpo vettura che furono oggetto di un importante sviluppo. In particolare, il telaio fu irrigidito per migliorare la maneggevolezza, mentre al motore venne aumentata la potenza. Quindi, in sostanza, il modello fu un'evoluzione della Le Mans.
La vettura aveva installato un motore a quattro cilindri in linea da 1,5 L di cilindrata che erogava 73 CV di potenza. La distribuzione era monoalbero. Le carrozzerie disponibili erano roadster, cabriolet  e berlina.
La Mark II era disponibile in due versioni che differivano dalla lunghezza del telaio. In particolare, la versione a telaio corto apparteneva alla categoria delle vetture sport.